# أوسكار في. بيترسون
أوسكار في. بيترسون (بالإنجليزية: Oscar V. Peterson)‏ هو عسكري أمريكي، ولد في 27 أغسطس 1899 في برينتيس في الولايات المتحدة، وتوفي في 13 مايو 1942.